# Капо-ди-Понте
Капо-ди-Понте (итал. Capo di Ponte, ломб. Co de Put) — коммуна в Италии, в провинции Брешиа области Ломбардия.
Население составляет 2429 человек, плотность населения составляет 135 чел./км². Занимает площадь 18 км². Почтовый индекс — 25044. Телефонный код — 0364.
Покровителем коммуны почитается святитель Мартин Турский, празднование 11 ноября.
В Капо-ди-Понте и его окрестностях находятся три из восьми археологических парков, составляющих объект Всемирного наследия ЮНЕСКО Петроглифы долины Камоника. В самом городе работает археологический музей.
Также в коммуне сохранилось несколько исторических культовых сооружений, в частности, романские памятники XI века: церковь монастыря Сан-Сальваторе и церковь Сан-Сиро.